# Bulbophyllum erratum
Bulbophyllum erratum là một loài phong lan thuộc chi Bulbophyllum.